# 1972 na literatura

## Eventos
- Philip José Farmer conquista o Prémio Hugo com To Your Scattered Bodies Go
- Archie Cochrane lança o livro Effectiveness and Efficiency: Random Reflections on Health Services

## Nascimentos
| Data           | Nome                 | Profissão             | Nacionalidade  | Observações | Ref |
| -------------- | -------------------- | --------------------- | -------------- | ----------- | --- |
| ?              | Miguel Castro Caldas | escritor e dramaturgo | Portugal       |             |     |
| 19 de setembro | N. K. Jemisin        | escritora             | Estados Unidos |             |     |
| 23 de outubro  | Fabrício Carpinejar  | poeta e jornalista    | Brasil         |             |     |

## Mortes
| Data           | Nome                   | Profissão              | Nacionalidade                  | Observações | Ref |
| -------------- | ---------------------- | ---------------------- | ------------------------------ | ----------- | --- |
| 5 de fevereiro | Marianne Moore         | poetisa                | Reino Unido                    | n. 1887     |     |
| 8 de julho     | Ghassan Kanafani       | escritor e ativista    | Mandato Britânico da Palestina | n. 1936     |     |
| 23 de julho    | Adolfo Casais Monteiro | escritor               | Portugal                       | n. 1908     |     |
| 27 de outubro  | Esther Nunes Bibas     | professora e escritora | Brasil                         | n. 1888     |     |
| 1 de novembro  | Ezra Pound             | poeta                  | Estados Unidos                 | n. 1885     |     |
| 2 de dezembro  | Edison Carneiro        | escritor               | Brasil                         | n. 1912     |     |

## Prémios literários
- Nobel de Literatura - Heinrich Böll
- Prémio Machado de Assis - Dalcídio Jurandir
- Prêmio Hans Christian Andersen - Scott O'Dell